# Чакон, Бобби
Бобби Чакон (англ. Bobby Chacon; 28 ноября 1951, Лос-Анджелес — 7 сентября 2016, Лейк-Элсинор) — американский боксёр, представитель лёгкой и полулёгкой весовых категорий. Выступал на профессиональном уровне в период 1972—1988 годов, дважды владел титулом чемпиона мира по версии WBC, был претендентом на титул чемпиона мира по версии WBA. Член Международного зала боксёрской славы (2005).

## Биография
Родился 28 ноября 1951 года в Лос-Анджелесе, штат Калифорния.
Дебютировал на профессиональном уровне в апреле 1972 года, победив своего первого соперника нокаутом в пятом раунде. В течение года одержал 19 побед подряд, в том числе выиграл у бывшего мексиканского чемпиона Чучо Кастильо. Первое в карьере поражение потерпел в июне 1973 года, в бою за титул чемпиона Североамериканской боксёрской федерации в полулёгком весе против мексиканца Рубена Оливареса продержался на ринге только девять раундов, после чего вынужден был отказаться от дальнейшего продолжения поединка.
Несмотря на поражение, Чакон продолжил активно выходить на ринг, одержал пять побед подряд и благодаря череде удачных выступлений удостоился права оспорить вакантный титул чемпиона мира по версии Всемирного боксёрского совета (WBC). В сентябре 1974 года он встретился с венесуэльцем Альфредо Маркано и победил его досрочно техническим нокаутом в девятом раунде, став таким образом новым чемпионом мира в полулёгкой весовой категории. Он сумел один раз защитить полученный чемпионский пояс, выиграв нокаутом у Хесуса Эстрады, но во время второй защиты в июне 1975 года лишился чемпионского титула, вновь проиграв Рубену Оливаресу. Вскоре потерпел и ещё одно поражение, единогласным решением судей от мексиканца Рафаэля Лимона — так началось многолетнее противостояние между этими двумя боксёрами, ставшее классикой мирового профессионального бокса.
Продолжал участвовать в поединках по боксу, в 1977 году он в третий раз встретился с Рубеном Оливаресом и на сей раз сумел выиграть у него единогласным судейским решением, однако затем были поражение от Артура Леона и ничья в поединке с Рафаэлем Лимоном. В ноябре 1979 года Чакон стал претендентом на титул чемпиона мира WBC во второй полулёгкой весовой категории, но не смог взять верх над действующим чемпионом Алексисом Аргуэльо из Никарагуа. Также в этот период он в третий раз боксировал с Рафаэлем Лимоном и по итогам десяти раундов выиграл у него раздельным решением судей.
В мае 1981 года предпринял ещё одну попытку завоевать титул чемпиона мира WBC во втором полулёгком весе и бросил вызов владевшему чемпионским поясом представителю Уганды Корнелиусу Боза-Эдвардсу, которому впоследствии всё же уступил, после тринадцати раундов интенсивного обмена ударами на четырнадцатый раунд не вышел. Затем он выиграл несколько поединков и вновь занял высокие места в рейтингах, тем не менее, в 1982 году у него возникли серьёзные проблемы в семье, его жена в результате ссор и недомолвок покончила жизнь самоубийством. В декабре того же года состоялся один из самых значимых боёв в карьере Бобби Чакона, он в четвёртый раз встретился с Рафаэлем Лимоном и в драматичном пятнадцатираундовом поединке отобрал у него титул чемпиона WBC во втором полулёгком весе — этот бой был признан лучшим боем года по версии ряда изданий, в том числе по версии журнала «Ринг», также обозреватели «Ринга» присудили Чакону награду в номинации «Возвращение года».
Он должен был защищать титул в бою с обязательным претендентом Эктором Камачо, но отказался от этого боя, так как на тот момент уже был подписан контракт на матч-реванш с Корнелиусом Боза-Эдвардсом. Чакон победил Боза-Эдвардса единогласным решением судей, этот бой вновь был признан лучшим боем года по версии журнала «Ринг», однако руководство WBC лишило его чемпионского титула.
В 1984 году поднялся до лёгкой весовой категории и встретился с действующим чемпионом в этом весе по версии Всемирной боксёрской ассоциации (WBA) соотечественником Рэем Манчини, которому всё же проиграл техническим нокаутом в третьем раунде. Впоследствии оставался действующим боксёром вплоть до 1988 года, одержал ещё несколько значимых побед над сильными боксёрами, но в титульных боях больше участия не принимал. Всего в его послужном списке 67 боёв, из них он 59 выиграл (в том числе 47 досрочно), 7 проиграл, в одном случае была зафиксирована ничья.
В бытность чемпионом мира, Бобби Чакон довольно беспечно распоряжался зарабатываемыми деньгами, тратил большие суммы на лошадей и дорогие машины, что в конечном счёте привело его к банкротству и полной нищете. В 1991 году в его семье приключилось ещё одно несчастье, его сын Бобби младший был убит в уличной потасовке с шайкой бандитов. Одно из последних его появлений на публике произошло в 1996 году, когда он присутствовал на бое Оскара Де Ла Хойи и Хулио Сесара Чавеса. Уже в 2000 году он сильно страдал от боксёрской деменции и вынужден был потратить на лечение остатки своих сбережений. В январе 2005 года был введён в Международный зал боксёрской славы.
Скончался в хосписе города Лейк-Элсинор в возрасте 64 лет.